# Juan Bautista Gaona
Juan Bautista Gaona Figueredo (Asunción, 30 giugno 1845 – Asunción, 18 maggio 1932) è stato un politico paraguaiano liberale.
Fu provvisoriamente presidente del Paraguay dal 1904 al 1905.
Coinvolto nella rivoluzione liberale dell'agosto 1904, Gaona venne nominato ministro delle Finanze dal presidente Juan Antonio Escurra poche ore prima della firma del Patto del Pilcomayo (14 dicembre 1904), che avrebbe dovuto porre fine alla guerra civile tra liberali e repubblicani (conservatori). Ma il Congresso Nazionale, vicino ai rivoluzionari, destituì Escurra e il vicepresidente Manuel Domínguez, affidando a Gaona la presidenza della Repubblica fino alla fine della legislatura (25 novembre 1906).
Durante il governo di Gaona fu istituito lo Stato Maggiore dell'Esercito e si riunificarono le due fazioni del partito liberale, quella radicale e quella civica, separate da dieci anni. Gaona fu destituito dal Congresso Nazionale con voto unanime dei radicali il 9 dicembre 1905, dopo esser entrato in contrasto con vari ministri per aver minacciato di porre il veto sulla sovvenzione di un circolo sociale.